# Berlikumervaart
De Berlikumervaart (Berltsumer Feart) is een kanaal in de gemeente Waadhoeke in de Nederlandse provincie Friesland.
De Berlikumervaart loopt van Berlikum vanaf het Berlikumerwijd en het Moddergat in zuidoostelijke richting naar de Menaldumervaart in Menaldum. De lengte van het kanaal bedraagt circa 4 kilometer. Het kanaal maakt deel uit van de Friese waterwegen en is verbonden met het Van Harinxmakanaal, in het zuidwesten bij Franeker via het Berlikumerwijd en De Rie en in het zuidoosten bij Leeuwarden via de Menaldumervaart.